# 有光次郎

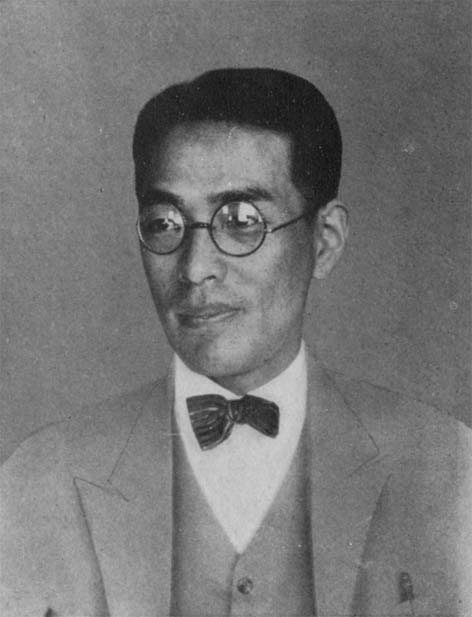
有光次郎

有光 次郎（ありみつ じろう、1903年12月15日 - 1995年2月22日）は、日本の官僚（文部事務次官）・教育者。1974年勲一等瑞宝章受章。1989年名誉都民受賞。板垣退助先生顕彰会創立発起人兼顧問。

## 来歴
高知県生まれ。旧制高知県立第一中学校、旧制第三高等学校を経て、東京帝国大学法学部を卒業した。1927年、文部省に入省した。1932年に宗教局保存課長、1934年に専門学務局学務課長、1941年に大臣官房文書課長、1942年に大臣官房秘書課長兼大臣秘書官、1945年6月に科学局長、1945年9月に体育局長、1945年10月に教科書局長を経て1947年に文部事務次官に就任した。
教育基本法の制定、小学校6年、中学校3年の六・三制の実施などの戦後の教育改革に携わる。1948年に文部省を退官した。1949年には秀英出版社長を務めながら、発足当初の国語審議会委員を務めた。
1962年に開学した武蔵野美術大学初代学長に就任した。東京家政大学学長、東京家政学院大学学長、学校法人東京女学館館長（理事長）、日本放送協会学園高等学校（現在のNHK学園高等学校]）校長などを務めた。1979年から1990年まで日本芸術院長を務めた。
国語審議会委員、映倫管理委員会委員、中央教育審議会委員、日本棋院理事長など数多くの文部教育関係の審議会の委員などを務めた。吾嬬製鋼所社長も務めた。1982年、日本棋院から大倉賞を受賞。
1995年2月22日に死去した。91歳没。

## 著書
- 『宗教行政』常磐書房、1934
- 『8ミリ映画の作り方使い方』編 全日本社会教育連合会 社会教育選書 1960
- 『有光次郎日記 昭和二年～二十三年』楠山三香男編、第一法規出版 1989